# Magerabborrtjärnen, Ångermanland
Magerabborrtjärnen är en sjö i Örnsköldsviks kommun i Ångermanland och ingår i Moälvens huvudavrinningsområde.